# Vilho Väisälä
Vilho Väisälä (28 de septiembre de 1889, Utra, Kontiolahti, Finlandia - 12 de agosto de 1969, Helsinki, Finlandia) fue un meteorólogo y físico finlandés, y el fundador de Vaisala Oyj. 
Tras obtener la licenciatura en matemáticas en 1912, Väisälä trabajó para el Instituto Meteorológico Finlandés en mediciones aerológicas, especializándose en la investigación de la troposfera superior. En esa época las mediciones se efectuaban por medio de una cometa a la que se sujetaba un termógrafo. 
En 1917 publicó su disertación matemática Ensimmäisen lajin elliptisen integralin käänteisfunktion yksikäsitteisyys (El valor único de la función inversa de la Integral elíptica de primera especie). Su disertación fue la primera y aún es la única tesis doctoral matemática escritas en lenguaje finés.
Väisälä participó en el desarrollo de la radiosonda, un mecanismo sujeto a un globo que es lanzado para hacer mediciones del aire en las capas altas de la atmósfera. En 1936 puso en marcha Vaisala, su propia compañía, que manufacturaba radiosondas y, más adelante, otros instrumentos meteorológicos.
En 1948 se le nombró  Catedrático de Meteorología en la Universidad de Helsinki .
Los dos hermanos de Vilho Väisälä, Kalle Väisälä y Yrjö Väisälä, también tuvieron notables carreras científicas.
Vilho Väisälä hablaba esperanto, y tuvo un papel activo en el movimiento esperantista. Durante el Congreso Universal de Esperanto de 1969, que se celebró en Helsinki poco antes de su muerte, ejerció de rector de la llamada Internacia Kongresa Universitato (" Universidad Congresual Internacional"), y coordinó las conferencias especializadas en Esperanto ofrecidas por diversos académicos a los congresistas. 